# Carissa macrocarpa
Carissa macrocarpa é um arbusto nativo da África do Sul . É comumente conhecida como ameixa de Natal e, na África do Sul, o grande num-num . No Zulu, assim como nas tribos Bantu de Uganda, é chamado Amathungulu ou um Thungulu oBomvu . No africâner, a fruta é chamada noem-noem . 
C. macrocarpa lida bem com ventos carregados de sal, sendo uma boa opção para áreas costeiras. É comumente encontrado no mato costeiro do Cabo Oriental e Natal.  Produz folhas verdes escuras e brilhantes e flores brancas como a neve, cujo perfume perfumado se intensifica à noite. Como outras espécies de Carissa, C. macrocarpa é um arbusto espinhoso, sempre-verde, que contém látex. Eles florescem por meses de cada vez. Os frutos redondos, redondos e carmesins ornamentais aparecem no verão e no outono (outono) ao mesmo tempo que as flores. Em áreas costeiras moderadas, os frutos aparecem ao longo do ano. As frutas podem ser comidas à mão ou transformadas em tortas, doces, geleias e molhos.  Alguns afirmam que, além da fruta, a planta é venenosa.  No entanto, essa afirmação é um mito, possivelmente baseado em semelhanças com outras plantas com seiva leitosa.  A Faculdade de Ciências Agrícolas e Ambientais da Universidade da Califórnia, Davis, classifica a planta como levemente tóxica.  Ele aparece na lista de árvores nacional da África do Sul como número 640.3. 
Uma planta tradicional de alimentos na África, essa fruta pouco conhecida tem potencial para melhorar a nutrição, aumentar a segurança alimentar, promover o desenvolvimento rural e apoiar o cuidado sustentável da terra. 

## Distribuição
Carissa macrocarpa cresce principalmente em áreas costeiras da África do Sul. Pode ser encontrado nas dunas de areia e nas margens das florestas costeiras da província do Cabo Oriental, ao norte, de Natal a Moçambique. Hoje, a planta também está crescendo comumente no sul da Flórida e é cultivada no sul da Califórnia e usada amplamente como ornamental na América Central e no Caribe. 

## Aspectos Horticolas

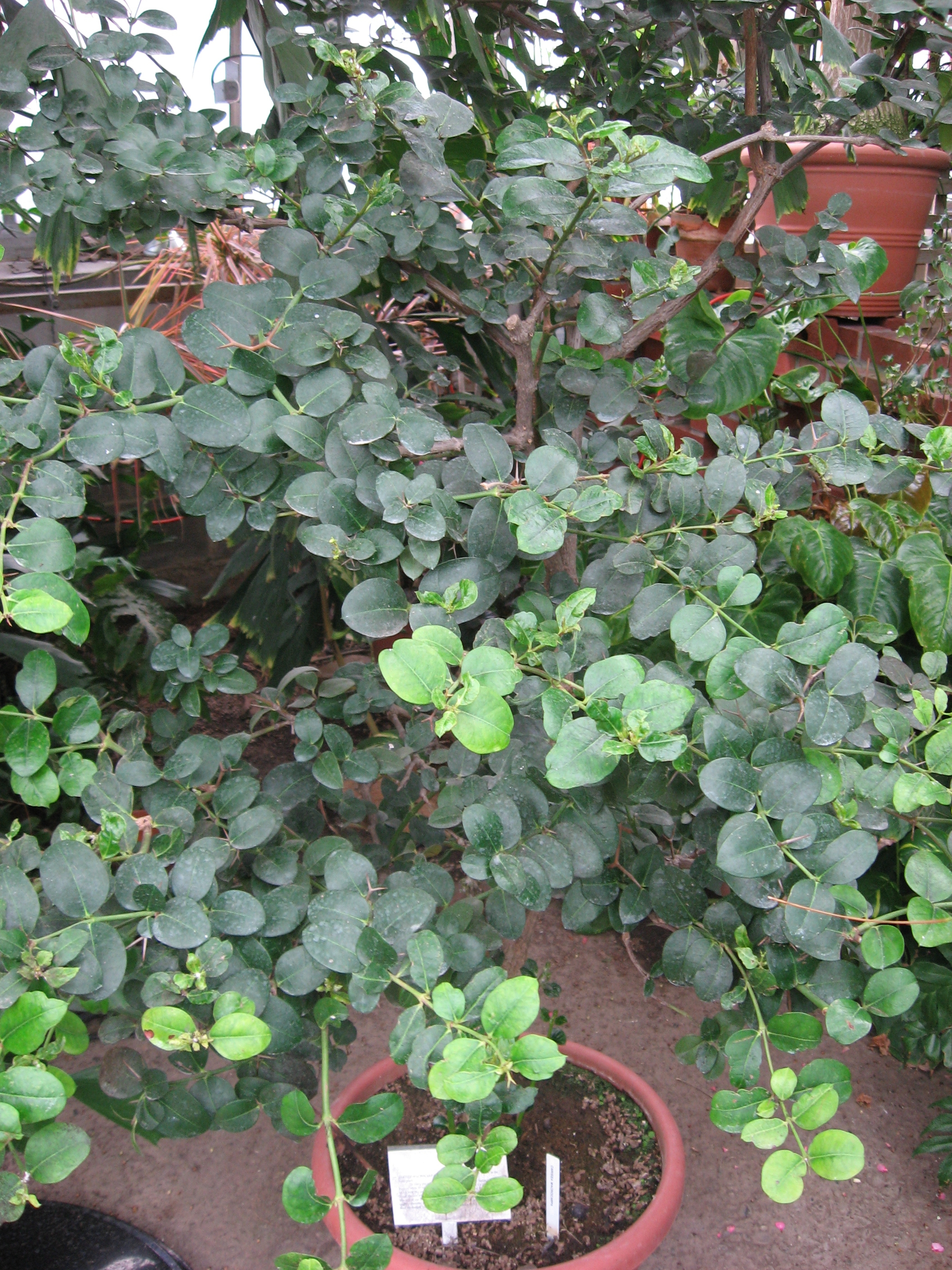
Arbusto de ameixa natal

### Propagação
Carissa macrocarpa é bastante fácil de cultivar. Suas sementes germinam 2 a 4 semanas após a semeadura. O desenvolvimento das mudas é muito lento no início. Plantas cultivadas a partir de sementes estão dando frutos nos primeiros 2 anos. Uma propagação vegetativa é possível e preferida. O método mais eficiente consiste em entalhar ramos jovens cortando-os na metade. Em seguida, eles são dobrados para baixo e podem pendurar frouxamente. Depois que os jovens ramos constroem um calo, em aproximadamente 2 meses, o corte deve ser removido do pai e plantado na areia sob sombra moderada. As raízes se formam dentro de um mês. Carissa macrocarpa produzirá frutos nos primeiros 2 anos aplicando este método de reprodução. 

### Fertilização
A manutenção de Carissa macrocarpa é simples. A planta é nativa da África do Sul e não precisa de fertilizante.  

### Polinização

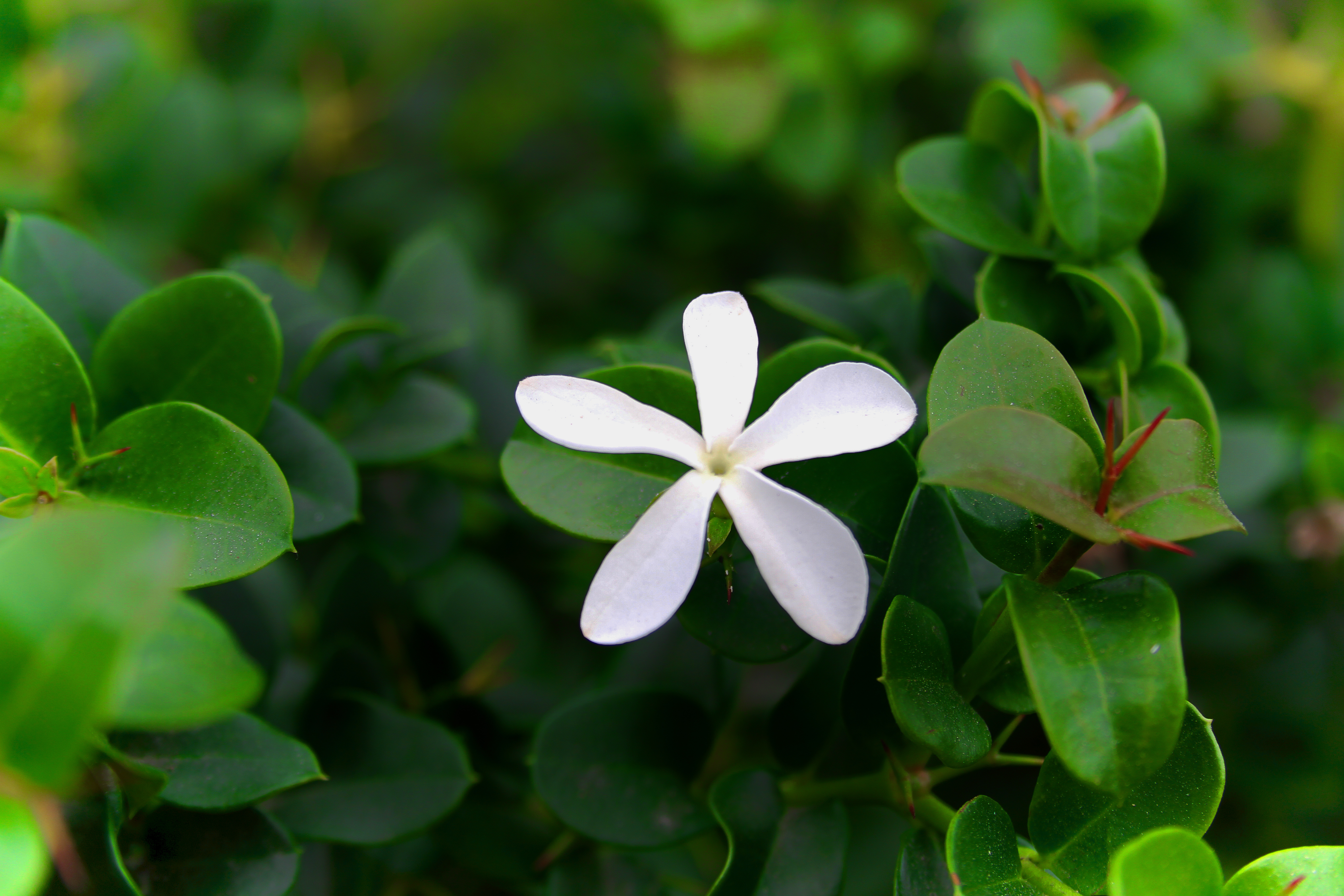
flor da Carissa

Na terra natal de Carissa macrocarpa, os insetos voadores noturnos polinizam as flores brancas e bissexuais . Fora de sua área de origem, a falta de frutos foi atribuída à polinização inadequada. No entanto, a polinização manual é possível e, no futuro, a polinização ruim pode ser evitada pelo cultivo de estruturas florais altamente favoráveis à alta fertilização. 
| Valor nutricional por 100 g (3,5 oz)                                                                                     | Valor nutricional por 100 g (3,5 oz) |
| --- | ------------------------------------ |
| Energia | 259 kJ (62 kcal)                     |
| Carboidratos | 13,63 g                              |
| Gordura | 1,3 g                                |
| Proteína | 0,5 g                                |
| Vitaminas | Quantidade% DV †                     |
| Tiamina (B 1 ) | 3% 0,04 mg                           |
| Riboflavina (B 2 ) | 5% 0,06 mg                           |
| Niacina (B 3 ) | 1% 0,2 mg                            |
| Vitamina C | 46% 38 mg                            |
| Minerais | Quantidade% DV †                     |
| Cálcio | 1% 11 mg                             |
| Ferro | 10% 1,31 mg                          |
| Magnésio | 5% 16 mg                             |
| Fósforo | 1% 7 mg                              |
| Potássio | 6% 260 mg                            |
| Sódio | 0% 3 mg                              |
| Outros constituintes | Quantidade                           |
| Água | 84,17 g                              |
| Link para entrada do banco de dados do USDA                                                                              |                                      |
| - Unidades - μg = microgramas • mg = miligramas - UI = unidades internacionais                                           |                                      |
| † As porcentagens são aproximadas usando recomendações dos EUA para adultos. Fonte: Banco de Dados de Nutrientes do USDA |                                      |

### Projeto de pomar
Recomendam-se sebes estreitas como projeto de pomar para Carissa macrocarpa devido a seus espinhos. Assim, o acesso aos frutos que crescem no topo do mato é muito mais simples. A poda da planta é benéfica porque induz o desenvolvimento de mais dicas de frutificação. Além do corte, pouco trabalho de poda deve ser feito para impedir que o arbusto cresça em massa. Isso resulta em uma quantidade crescente de frutas por planta. 

### Colheita

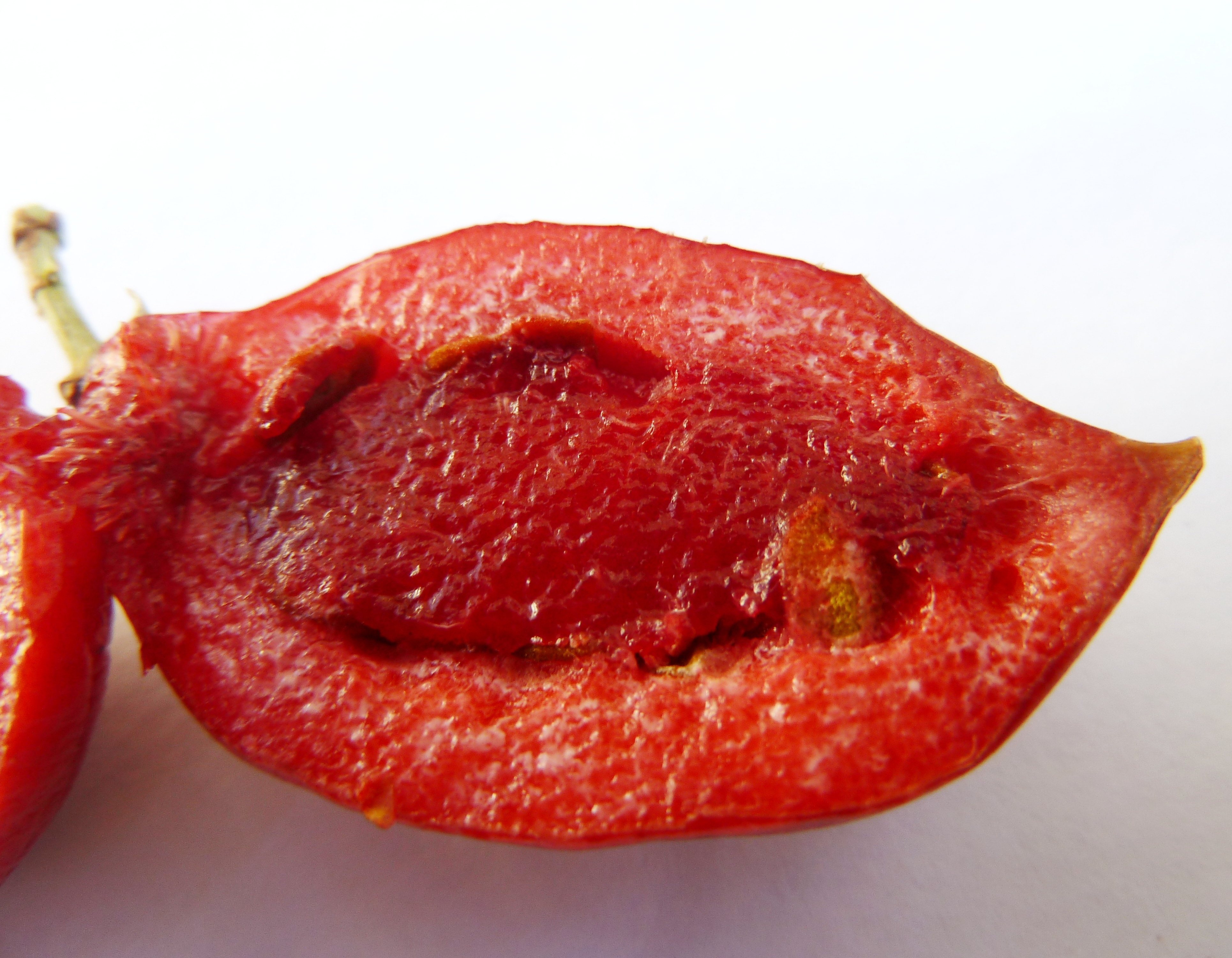
Seção transversal de uma fruta madura

Com um rendimento mínimo de 3 toneladas por hectare sob produção comercial na África do Sul, a produtividade é considerada alta. A principal produção de frutas ocorre no verão, com tempos de amadurecimento ligeiramente variáveis. Portanto, cada fruta deve ser colhida quando estiver madura. Sob boas condições de crescimento, a planta também produz muitos frutos durante a entressafra. Durante a colheita, deve-se prestar atenção à casca dos frutos maduros, pois pode ser facilmente machucada e altamente perecível. 

### Cultivares para produção vegetal
Cientistas de horticultura na África do Sul e nos EUA (Flórida e Califórnia) selecionaram e nomearam vários tipos de Carissa que tendem a produzir frutos de maneira mais confiável. Os frutos são maiores, apresentam boa textura e contêm menos sementes. Na Califórnia, eles escolheram Fancy (muitos frutos grandes com poucas sementes), Torrey Pines (boa produção agrícola e pólen abundante), Frank (bom fornecedor de pólen, mas com baixo rendimento), Chelsey e Serena. Na Flórida, Gifford é um dos melhores produtores de frutas. Na África, C. haematocarpa é definido como apropriado para áreas mais secas e C. bispinosa para altitudes mais altas. 

### Requerimentos ambientais
Carissa macrocarpa requer clima subtropical quente e úmido. Ele tolera exposições diferentes como sol pleno e sombra bastante pesada. Como planta costeira, pode lidar muito bem com o spray salgado do oceano.
| Fator      | Descrição                                                                     |
| ---------- | ----------------------------------------------------------------------------- |
| Chuva      | Até 1000 MMA                                                                  |
| Seca       | Resistente à seca e sem requisitos de rega durante as áreas de chuva no verão |
| Altitude   | 1000 m de altitude (Suazilândia); provável até 1500 m.                        |
| Frio       | Tolerante ao frio até -5 ° C; plantas jovens precisam de proteção             |
| Calor      | Até 32 ° C à sombra (Pretória); melhor crescimento em exposição ao sol        |
| Solo       | Qualquer (calcário, argila pesada, areia) se drenar bem                       |
| Salinidade | Tolerante ao sal (5000 ppm)                                                   |